# The Almighty Dollar (film 1910)
The Almighty Dollar è un cortometraggio muto del 1910 prodotto dalla Lubin. Il nome del regista non viene riportato nei credit del film di genere comico che ha come interprete Harry Myers.

## Trama
Alcuni clienti abituali di un bar inchiodano un dollaro d'argento a una sedia di legno per farsi quattro risate quando qualcuno abbocca allo scherzo cercando di prenderlo.

## Produzione
Il film fu prodotto dalla Lubin Manufacturing Company.

## Distribuzione
Distribuito dalla General Film Company, il film - un cortometraggio di 106,68 metri - venne distribuito nelle sale statunitensi l'11 luglio 1910. Nelle proiezioni, veniva programmato con il sistema dello split reel, accorpato in un'unica bobina con un altro cortometraggio prodotto dalla Lubin, The Highbinders.